# Aerogel

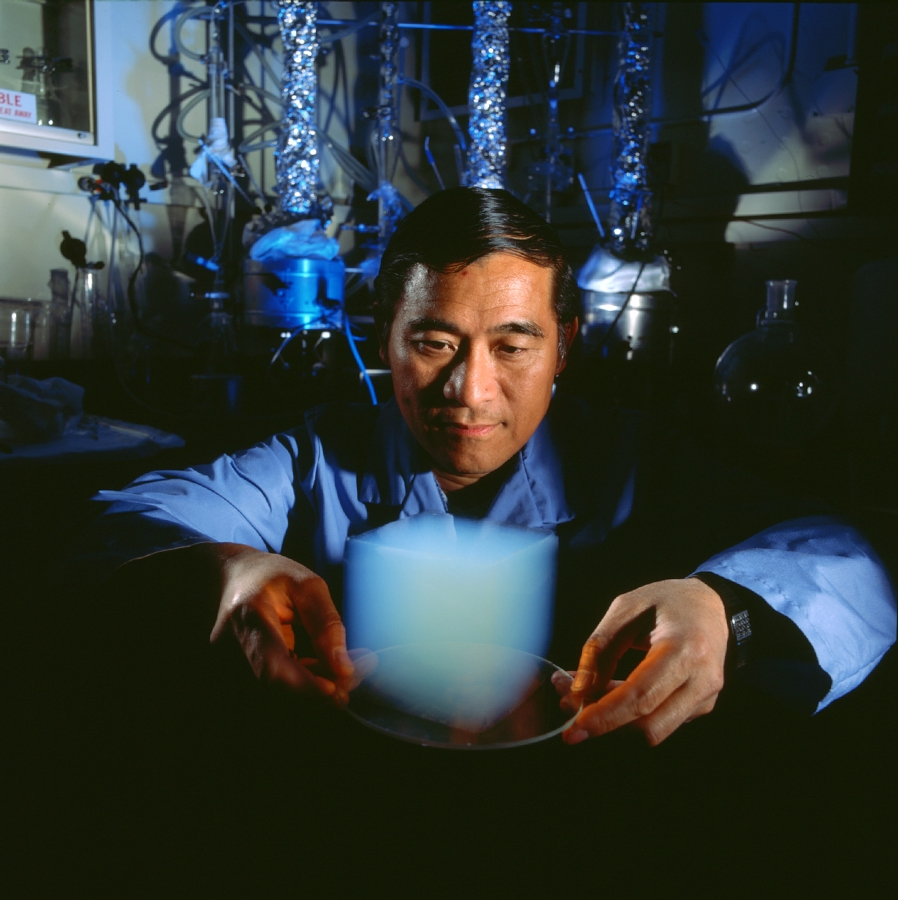
Un científic de la NASA sostenint un cub d'aerogel.

Un aerogel és un material ultralleuger, sintètic i porós derivat d'un gel, en què el component líquid del gel ha estat substituït per un gas. El resultat és un sòlid de molt baixa densitat i baixa conductivitat tèrmica. També es coneix com a "fum congelat" o "fum blau" a causa del seu caràcter translúcid i la manera en què la llum es dispersa en el material. Té una textura similar a la del poliestirè expandit.
El primer aerogel es va ser creat per Samuel Stephens Kistler l'any 1931, com a resultat d'una aposta amb Charles Learned sobre qui podria reemplaçar el líquid a "gelatines" amb gas sense causar contracció.
Els aerogels són produïts per l'extracció del component líquid d'un gel a través d'un procés d'assecat supercrític. Això permet que el líquid s'assequi lentament sense que la matriu sòlida en el gel es col·lapsi degut a la capil·laritat, com passa en un procés d'evaporació convencional.
Els primers aerogels es produïen a partir de gels de sílice. Posteriorment Kistled va desenvolupar aerogels basats en alúmina, cromia i diòxid d'estany. A finals de la dècada de 1980 es van desenvolupar per primer cop els aerogels basats en el carboni.

## Característiques
Els aerogels són materials sòlids, rígids i secs que no s'assemblen a un gel en les seves propietats físiques: El nom ve del fet que estan fets a partir de gels. Pressionar suaument un aerogel provoca una marca lleugera, fermament deixarà una depressió permanent. En pressionar molt causarà un col·lapse catastròfic de l'estructura dispersa, causant que es trenqui com el vidre - una propietat en que variacions modernes no pateixen d'això-. Malgrat el fet que és propens al trencament, és molt fort estructuralment. Les seves capacitats de càrrega són impressionant a causa de la microestructura dendrítica, en el qual les partícules esfèriques es fonen juntes en grups. Aquests grups formen una estructura tridimensional altament porosa de cadenes, que a penes arriben a ser 100 nm. Aquesta mida està controlada durant la fabricació.
Els aerogels són bons aïllants tèrmics, ja que gairebé anul·len dos dels tres mètodes de transferència de calor (convecció, conducció i radiació). Són bons aïllants conductors perquè estan compostos gairebé íntegrament a partir d'un gas,i els gasos són mal conductors de la calor. L'aerogel de silici és especialment bo perquè també és un mal conductor de la calor. Són resistents al foc, per exemple, l'aïllament Cryogel Z i Pyrogel XT ofereix una excel·lent resistència a la propagació de flames i a l'emissió de fum. En els incendis d'hidrocarburs en realitat, protegeixen les canonades i els equips per més temps, la qual cosa és fonamental per augmentar el temps de reacció necessari per atendre a un esdeveniment catastròfic.
Els aerogels poden rebre un tractament per fer-los hidrofòbics. Si ells absorbeixen la humitat en general pateixen un canvi estructural com la contracció, i es deterioren, però es poden prevenir tornant a un estat hidròfob.
Els aerogels poden tenir una conductivitat tèrmica menor que el gas que contenen. Això és causat per l'efecte de Knudsen. Aquest efecte es basa en la reducció de la conductivitat tèrmica en els gasos quan la mida de la cavitat que abasta el gas es converteix en comparable a la trajectòria lliure mitjana. Efectivament, la cavitat restringeix el moviment de les partícules de gas afectant la disminució de la conductivitat tèrmica, a més d'eliminar la convecció.

## Usos
- L'aerogel de sílice transparent seria molt adequat com a aïllant tèrmic per a les finestres, el que limita significativament les pèrdues tèrmiques dels edificis. Un equip d'investigació ha demostrat que la producció d'aerogel en un ambient d'ingravidesa pot produir partícules d'una mida més uniforme i reduir l'efecte de difusió de Rayleigh en els aerogels de sílice, d'aquesta manera fent que l'aerogel sigui menys blau i més transparent.
- Un catalitzador o suport de catalitzador.
- La NASA va usar un aerogel per a atrapar les partícules de pols còsmica a bord de la nau espacial Stardust. Les partícules es vaporitzen en l'impacte amb els sòlids i passen a través dels gasos, però poden ser atrapades en els aerogels. La NASA també ha utilitzat aerogels com a aïllant tèrmic del Mars Rover i de vestits espacials.[5]
- La Marina dels EUA està avaluant aerogel roba interior com a protecció tèrmica passiva per als bussos.
- Dunlop Sport utilitza aerogel en alguna de les seves raquetes de tennis, esquaix i bàdminton.
- En la purificació d'aigua, els chalcogels s'han mostrat prometedors en absorbir els metalls pesants contaminants mercuri, plom i cadmi de l'aigua.[6]
- Els aerogels té diverses aplicacions comercials, encara que principalment ha sigut utilitzat com aïllant tèrmic a les finestres dels edificis d'oficines, en les que les seves propietats són utilitzades per evitar la pèrdua o l'augment de calor.

## Curiositats
- El 2013, el professor Gao Chao i el seu equip d'investigadors de la universitat de Zhejiang, a la Xina, van desenvolupar l'aerogel de grafit, amb una densitat de 0,16 mg/cm3. És la més baixa aconseguida fins al moment.
- L'aïllament Cryogel Z i Pyrogel ™XT tenen excel·lents propietats de rebot, tot i ser sotmesos a forces de compressió de milers de PSI i poden resistir càrregues d'impacte altes, sense patir danys i sense comprometre el seu funcionament. Això no passa amb l'aïllament rígid, que maneja la càrrega amb poca o cap deformació, però que és propens a esquerdar-se.
- Cryogel Z i Pyrogel XT-E són més lleugers que qualsevol altre aïllament. Això permet manipular-los amb facilitat i seguretat en el lloc de treball. Poden ser instal·lats en longituds més grans que les de l'aïllament tradicional, el que millora les taxes d'instal·lació. El seu pes lleuger també redueix la càrrega total de la canonada i l'estructura de suport de l'equip.